# 千葉市立畑小学校
千葉市立畑小学校（ちばしりつ はたしょうがっこう）は、千葉県千葉市花見川区畑町にある公立小学校。通称は「畑小」。

## 概観
花見川区の北西部にある古い小学校。校舎のすぐ脇には京葉道路が隣接している。校庭の端には「百年山」と呼ばれる小山があり、学校のシンボルとなっている。校内には、古代ハスがある。北門の近くにはコミュニティ施設が隣接し、学校の周辺は旧家や田畑が広がる農村風景が広がっている。

## 沿革
- 1873年 - 学制公布に伴い、勧持院内に花輪小学校として設立
- 1887年 - 市町村立畑簡易科小学校と改称
- 1890年 - 市町村立畑尋常小学校と改称
- 1907年 - 校舎を新築（1代目）
- 1912年 - 校舎を新築（2代目）
- 1923年 - 校舎が関東大震災の被害をうける
- 1937年 - 千葉市に合併、校舎を移転
- 1941年 - 国民学校令施行により、千葉市立畑国民学校と改称
- 1947年 - 千葉市立畑小学校と改称
- 1962年 - 校歌を制定
- 2003年 - 130周年記念式典
- 2013年 - 140周年記念式典

## 施設
主に校舎は主に本館、体育館等から成り立っている。
- 本館
  - 1階　家庭科室、家庭科準備室、放送室、事務室、校長室、職員室、保健室、印刷室、多目的室（床はカーペット）、理科室、理科準備室、給食室等がある。
  - 2階　図書室（図書準備室は存在しない。また、床はカーペット）、会議室、生活室、普通教室、図工室、図工準備室等がある。
  - 3階　音楽室、音楽準備室、郷土資料室、普通教室、視聴覚室、コンピュータ準備室、コンピュータ室等がある。

本館には給食を運ぶためのエレベータが存在する。（このエレベータでワゴン車に乗せられた食器や大食缶等を運ぶが、食べ終わった後は給食当番の児童が階段を通って大食缶等を給食室まで運ぶ。ワゴン車と食器はエレベータで給食室の職員が運ぶ。）
畑小学校は現在、1学年当たり、２クラスまたは１クラス。
教室や、廊下の床は主にフローリングである。しかし一部の特別教室等は木製であったり、一部の廊下はＰタイル張りだったりする場所もある。又、その一部の廊下のタイルは、剥がれていたり、割れていたり、一部が損失したりしている所がある。
上記Ｐタイルのはがれや損失は、平成２８年に改修が完了した。
- 体育館

本館とは渡り廊下で繋がれている。館内は「輝け夢に向かって」と一文字ずつ書かれたプレートが2階部分の手摺りに付いている。
他にもプール等の施設が存在する。

## 学区
- 畑町・朝日ヶ丘町の一部・宮野木台3丁目29番

## 著名な出身者
- 渡辺康幸（陸上競技元選手、現指導者・スポーツ解説者）

## 周辺の施設
- 花見川
- 花見川区役所
- 千葉市花見川区畑コミュニティセンター
- 畑消防署
- 東京大学附属薬用植物園
- 東京大学検見川総合運動場
- 子安神社 (千葉市花見川区)
- 長林寺